# باشگاه فوتبال سن دیگو
باشگاه فوتبال سن دیگو یک باشگاه فوتبال حرفه‌ای آمریکایی مستقر در سن دیگو است. این باشگاه در لیگ برتر فوتبال (ام‌ال‌اس) به عنوان عضوی از کنفرانس غرب شرکت می‌کند. این تیم بازی‌های خانگی خود را در ورزشگاه اسنپدراگون انجام می‌دهد. این باشگاه در فصل ۲۰۲۵ به عنوان یک تیم گسترش دهنده بازی خود را آغاز کرد.
گروه مالکیت این باشگاه توسط تاجر و سیاستمدار سابق بریتانیایی-مصری، محمد منصور و گروه سیکوان از ملت کومیاای، یک قبیله بومی آمریکایی به رسمیت شناخته شده توسط فدرال، رهبری می‌شود. این گروه در ۱۸ مه ۲۰۲۳ یک تیم توسعه دهنده دریافت کرد. این سی‌امین باشگاه لیگ ام‌ال‌اس است.